# 1456 w polityce
Wydarzenia polityczne w 1456 roku.

## Wydarzenia
- maj - Amsterdam przystępuje do wojny trzynastoletniej po stronie Zakonu krzyżackiego[1].
- 4 lipca–22 lipca – Bitwa pod Belgradem.
- 29 lipca – wojna trzynastoletnia: umowa w Toruniu – Urlich Cervonka w imieniu dowódców nieopłaconych krzyżackich najemników na podstawie umowy z Malborka zobowiązuje się sprzedać Królestwu Polskiemu 21 krzyżackich miast i twierdz wraz ze stołecznym Malborkiem za 436 000 złotych węgierskich[2].
- 14 sierpnia - wojna trzynastoletnia: umowa w Prabutach - załogi 15 twierdz i miast obsadzonych przez krzyżackich najemników decydują się na odstąpienie od układu toruńskiego w zamian za zaliczki i korzystne warunki dalszej służby dla Zakonu krzyżackiego[3].
- 16 sierpnia – wojna trzynastoletnia: Czerwonka zawiera nowe porozumienia z Królestwem Polskim i Związkiem Pruskim dotyczące sprzedaży Malborka, Debrzna, Chojnic, Czarnego, Tczewa i Iławy[4].
- sierpień - wojna trzynastoletnia: po wypłaceniu zaliczek przez Krzyżaków najemnicy z Chojnic, Czarnego i Debrzna rerezygnują ze sprzedaży twierdz[4].

## Urodzili się
- 1 marca – Władysław II Jagiellończyk, późniejszy król Czech i Węgier.

## Zmarli
- 11 sierpnia – János Hunyady, węgierski dowódca i polityk.